# Ratíškovice
Ratíškovice (in tedesco Ratischkowitz) è un comune della Repubblica Ceca facente parte del distretto di Hodonín, in Moravia Meridionale.